# Balgatan Regio
La Balgatan Regio è una struttura geologica della superficie di Europa.